# Afro Celt Sound System
 Afro Celt Sound System ist eine Gruppe von Musikern, die elektronische Popmusik mit traditionellem Irish Folk und westafrikanischer Musik kombiniert. Die Formation wurde 1995 von dem Produzenten und Gitarristen Simon Emmerson gegründet und lebt von der Mitarbeit zahlreicher Gastmusiker. Die Band ist auch unter den Akronymen ACSS oder Afrocelts bekannt.
Fünf Alben der Gruppe wurden über das Plattenlabel von Peter Gabriel, Real World Records, vertrieben. Dabei stellt ACSS das kommerziell erfolgreichste Projekt des Labels nach den Einspielungen von Peter Gabriel selbst dar. Seit 1995 nahm die Formation mehrfach an WOMAD-Festivals weltweit teil.
2015 kündigte Emmerson während einer laufenden Tournee seinen Ausstieg aus der Gruppe an, was faktisch zu einer Trennung der Band führte. Zeitweise traten zwei verschiedene Formationen unter dem Namen Afro Celt Sound System auf. Seit 2016 arbeitet nur noch Emmersons Gruppe unter diesem Namen, der inzwischen im Vereinigten Königreich markenrechtlich geschützt ist.

## Bandgeschichte
1991 produzierte Simon Emmerson einige Tracks für ein Album des senegalesischen Popstars Baaba Maal. Emmerson war stark berührt von der Ähnlichkeit einer bestimmten afrikanischen Melodie mit einem traditionellen irischen Air. Nach seiner Rückkehr nach London erzählte ihm der irische Musiker Davy Spillane von der Legende, dass keltische Nomaden in Afrika oder Indien gelebt hätten, bevor sie nach Westeuropa gewandert wären. Auch ohne den Wahrheitsgehalt dieser Erzählung zu überprüfen, war Emmerson fasziniert von der musikalischen Verwandtschaft dieser weit voneinander entfernten Landstriche.
Als überraschend erfolgreiches Experiment brachte Emmerson 1995 zwei Mitglieder von Baaba Maals Band mit traditionellen irischen Musikern zusammen. Obwohl sich die Musiker nicht in einer gemeinsamen Sprache verständigen konnten, spielten sie innerhalb einer Woche in den Real World Studios ein komplettes Album ein, das 1996 unter dem Namen Volume 1: Sound Magic veröffentlicht wurde. Damit war „Afro Celt Sound System“ geboren, das anfangs als Projektband in wechselnder Zusammensetzung funktionierte, bevor sich im Lauf der Zeit eine Kerngruppe dauerhaft zusammenarbeitender Musiker identifizieren ließ.
Während der Arbeit an dem zweiten Album verstarb der 27-jährige Keyboarder Jo Bruce, der Sohn des Cream-Bassisten Jack Bruce, an einem Asthmaanfall. Bruce gehörte zum Kern der Gruppe, und so verstörte sein Tod die Band so sehr, dass die Arbeit an dem Album unterbrochen wurde. In einem Zeitungsinterview berichtete James McNally 1999, dass die irische Musikerin Sinéad O’Connor der Band geholfen habe, den Schock zu überwinden. Der mit ihr im Studio erarbeitete Song Release beschäftigte die Band so stark, dass er schließlich zum Titel des Albums wurde, das 1999 erschien.
Im Jahr 2000 wurde die Gruppe für einen Grammy Award in der Kategorie „Beste World Music“ vorgeschlagen. Die Band bestand damals aus acht Mitgliedern aus sechs Ländern (England, Senegal, Guinea, Irland, Frankreich und Kenya) und bezog ihr Selbstverständnis aus der Fähigkeit, Menschen unterschiedlicher Herkunft ebenso zueinander zu bringen wie unterschiedlichste Musikstile zu kombinieren.
2001 wurde das dritte Album Volume 3: Further in Time veröffentlicht, das die Topplatzierung der Billboard Charts für Weltmusik erreichte. Neben Gastauftritten von Peter Gabriel und Robert Plant wurden afrikanische Einflüsse stärker betont. Die Single-Auskopplung „When You're Falling“ mit dem Gesangspart von Peter Gabriel wurde ein Radiohit in den USA.
2003 änderte die Band ihren Namen bei der Veröffentlichung ihres vierten Albums Seed  in das handlicher anmutende „Afrocelts“, empfand dies aber wegen der Irritationen der Fans bald als Fehler und kehrte zu dem längeren, aber gut eingeführten Namen zurück. In der Folgezeit entstand Pod, eine Zusammenstellung neu abgemischter Songs aus den ersten vier Alben, sowie das fünfte Studio-Album Anatomic.
Anatomic wurde 2006 und 2007 im Rahmen einer Tournee vorgestellt, danach machte die Band eine Pause, um Soloprojekte einzelner Mitglieder zu ermöglichen, unter anderem The Imagined Village, wo sich Simon Emmerson und Johnny Kalsi beteiligten. 2010 erschien das von Martin Russell und James McNally produzierte Doppelalbum „Capture – Afro Celt Sound System 1995–2010“ mit neu gemasterten Best-Of-Aufnahmen. Das löste eine neue Tournee aus, um den bei Real World Records verlegten Rückblick zu bewerben. Das 2014 angekündigte Album Born ist allerdings bislang infolge der von Emmerson ausgehenden Trennung der Band nicht erschienen.

## Trennung
Mitten in einer Konzertreihe 2015 kündigte Simon Emmerson an, dass er aus der Band aussteige und seine Kollegen einen Ersatz für ihn suchen sollten, um die restliche Tournee zu spielen. So kam es, dass zur Verwirrung der Fans Anfang 2016 zwei Formationen mit dem Namen Afro Celt Sound System existierten, denn Emmerson hatte mit den Bandmitgliedern Johnny Kalsi und N'Faly Kouyaté einen Vertrag über die weitere Zusammenarbeit abgeschlossen, dem sich die Gruppe um James McNally und Martin Russell jedoch nicht anschließen wollte.
Die Trennung war auf der Website der Band im Januar 2016 publik gemacht worden. Die Auseinandersetzung wurde am 21. Dezember 2016 mit einer Veröffentlichung auf der Facebook-Seite der Band offiziell beigelegt: „Simon Emmerson, James McNally und Martin Russell verkünden hiermit, dass sie ihre Meinungsverschiedenheiten erfreulicherweise klären konnten und eine freundschaftliche Regelung gefunden haben, um ihren Streit zu beenden. McNally, Russell und Emmerson haben sich darauf geeinigt, dass Emmerson zukünftig als Afro Celt Sound System auftreten wird, während McNally und Russell unter einem anderen Namen, der noch bekannt gegeben wird, weiterarbeiten werden. McNally, Russell und Emmerson werden nicht mehr länger zusammenarbeiten oder gemeinsam auftreten, erkennen aber in Dankbarkeit die gegenseitigen Beiträge der letzten beiden Jahrzehnte zu Afro Celt Sound System an und werden auch weiterhin mit Musikern zusammenarbeiten, die zur anerkannten Afro Celt Sound System-Familie gehören.“
Emmerson ließ sich den Namen „Afro Celt Sound System“ im Vereinigten Königreich markenrechtlich schützen und brachte mit seinem Teil der Formation 2016 das Album The Source heraus, während die andere Hälfte der Band bislang inaktiv geblieben ist.

## Mitglieder
Bei den Aufnahmen zu Sound Magic 1995 wurde nicht zwischen Bandmitgliedern und Gastmusikern unterschieden. Im Lauf der Zeit kristallisierte sich jedoch eine Gruppe von Musikern heraus, die als Kern von Afro Celt Sound System angesehen wurden (obwohl Volume 5: Anatomic lediglich Emmerson, McNally, Ó Lionáird und Russell als reguläre Bandmitglieder aufführt). Die Spaltung der Formation in zwei Bands, die zunächst beide unter dem Namen Afro Celt Sound System agierten, begann im Januar 2016 und wurde im Dezember 2016 beigelegt, nachdem McNally und Russell zugestimmt hatten, künftig unter einem anderen Namen zu agieren und Emmerson den „Markennamen“ Afro Celt Sound System zu überlassen.
Zuletzt bestand  Afro Celt Sound System aus folgenden ständigen Mitgliedern:
- Simon Emmerson, der am 13. März 2023 nach einer Erkrankung verstarb.[1]
- N'Faly Kouyate
- Johnny Kalsi
- Moussa Sissokho
- Griogair Labhruidh
- Ronan Browne
- Emer Mayock
- Davy Spillane

Die Russell/McNally Version besteht aus:
- Martin Russell
- James McNally
- Ian Markin
- Tim Bradshaw
- Babara Bangoura
- Dorothee Munyaneza
- Kadially Kouyaté
- Dav Daheley

Weitere Musiker, die mit Afro Celt Sound System aufgetreten sind oder bei Studioaufnahmen beteiligt waren, sind: Jimmy Mahon, Demba Barry, Babara Bangoura, Iarla Ó Lionáird, Peter Gabriel, Robert Plant, Pete Lockett, Sinéad O’Connor, Pina Kollar, Dorothee Munyaneza, Sevara Nazarxon, Simon Massey, Jesse Cook, Martin Hayes, Eileen Ivers, Mundy, Mairéad Ní Mhaonaigh sowie Ciarán Tourish von der Band Altan; Ronan Browne, Michael McGoldrick, Myrdhin, Shooglenifty, Mairead Nesbitt, Nigel Eaton, Davy Spillane, Jonas Bruce, Heather Nova, Julie Murphy und Ayub Ogada.

## Diskografie

### Alben
| Jahr | Titel                     | Höchstplatzierung, Gesamtwochen, AuszeichnungChartsChartplatzierungen (Jahr, Titel, Platzierungen, Wochen, Auszeichnungen, Anmerkungen) | Anmerkungen |
| Jahr | Titel                     | UK | Anmerkungen |
| ---- | ------------------------- | --- | ----------- |
| 1996 | Volume 1: Sound Magic     | UK59 Silber · (2 Wo.)UK |             |
| 1999 | Volume 2: Release         | UK38 (4 Wo.)UK |             |
| 2001 | Volume 3: Further in Time | UK77 (1 Wo.)UK |             |
| 2016 | The Source                | UK86 (1 Wo.)UK |             |

Weitere Alben
- Seed (2003)
- Pod (Remix-Album) (2004)
- Anatomic (2005)
- Capture (1995–2010) (2010) (Best-Of)
- Flight (2018)

### Singles
| Jahr | Titel Album                        | Höchstplatzierung, Gesamtwochen, AuszeichnungChartsChartplatzierungen (Jahr, Titel, Album, Platzierungen, Wochen, Auszeichnungen, Anmerkungen) | Anmerkungen |
| Jahr | Titel Album                        | UK | Anmerkungen |
| ---- | ---------------------------------- | --- | ----------- |
| 1997 | Whirl-Y-Reel Volume 1: Sound Magic | UK91 (1 Wo.)UK |             |
| 2000 | Release Volume 2: Release          | UK71 (1 Wo.)UK |             |

Weitere Singles
- 1996: Sure-As-Not
- 1999:  Inion / Riding The Waves (Remixes)
- 2001: When You’re Falling (feat. Peter Gabriel)
- 2003: Rise Above It
- 2016: Honey Bee
- 2018: Flight

ACSS nahm zudem die Hintergrundmusik für das PC-Spiel Magic and Mayhem auf, welches 1998 erschien.